# Christian Heinrich Friedrich Peters
Christian Heinrich Friedrich Peters, nemško-ameriški astronom, * 19. september 1813, Koldenbüttel, Schleswig-Holstein, Nemčija (tedaj del Danske), † 18. julij 1890, Clinton, New York, ZDA.

## Življenje in delo
Peters je bil med prvimi odkritelji asteroidov. Študiral je matematiko in astronomijo na Univerzi v Berlinu pri Enckeju. Po doktoratu je neuspešno želel dobiti mesto na Observatoriju København, tako da je bil Gaussov pomočnik v Göttingenu. Tu je spoznal geologa von Walterhausna, s katerim je odpotoval na Sicilijo raziskovat ognjenik Etno. Peters je govoril več jezikov, nekaj časa je živel v Italiji in osmanski Turčiji. Leta 1854 je odšel v ZDA.
Delal je na Kolidžu Hamilton v Clintonu pri Utici. Odkril je 48 asteroidov, prvega, 72 Feronijo, leta 1861, zadnjega, 287 Neftis, leta 1889.
Leta 1889 je na Vrhovnem sodišču New Yorka potekalo sojenje med Petersom in njegovim nekdanjim pomočnikom Borstom. Sodnik je bil na Petersovi strani, mnogo astronomov in časopisov pa na Borstovi. Peters je kmalu zatem umrl. Po njegovi smrti so naročili novo sojenje, vendar ga nikoli niso izvedli.
Poleg asteroidov je bil soodkritelj periodičnega kometa 80P/Peters-Hartley. 9. avgusta 1852 je neodvisno od Westphala odkril komet 20D/Westphal. Odkril je tudi več meglic in galaksij:
- NGC 787, 1865
- NGC 3054, 1859
- NGC 3328, 1880
- NGC 3492, 1883
- NGC 4182, 1883
- NGC 4255, 1860
- NGC 4276, 1860
- NGC 4307, 1860
- NGC 4309, 1883
- NGC 4347, 1860
- NGC 4353, 1860
- NGC 4411, 1860
- NGC 4604, 1883
- NGC 6481, 1859
- NGC 6797, 1860
- NGC 7134, 1860
- NGC 7453, 1860
- NGC 7688, 1865